# NGC 5092
NGC 5092 is een elliptisch sterrenstelsel in het sterrenbeeld Hoofdhaar. Het hemelobject werd op 12 april 1867 ontdekt door de Duits-Deense astronoom Heinrich Louis d'Arrest.

## Synoniemen
- UGC 8376
- MCG 4-31-23
- ZWG 130.30
- ZWG 131.1
- PGC 46493